# Kéo (Burkina Faso)
Pour les articles homonymes, voir Keo.
Kéo est une localité située dans le département de Yako de la province du Passoré dans la région Nord au Burkina Faso.

## Géographie
Kéo se trouve à 12 km au sud-ouest du centre de Yako, le chef-lieu de la province, et à 4 km à au sud-est de Roumtenga. Le village est à 2 km de la route nationale 13.

## Santé et éducation
Le centre de soins le plus proche de Kéo est le centre de santé et de promotion sociale (CSPS) de Roumtenga tandis que le centre médical avec antenne chirurgicale (CMA) de la province se trouve à Yako. 